# Koflächenformel
Die Koflächenformel ist ein Formel aus der geometrischen Maßtheorie, welche die Substitutionsregel der Integralrechnung für Lipschitz-stetige Funktionen {\displaystyle f:\mathbb {R} ^{m}\to \mathbb {R} ^{n}} und {\displaystyle m\geq n} verallgemeinert. Ein Spezialfall der Koflächenformel ist der Satz von Fubini, diesen erhält man dann, wenn {\displaystyle m>n} und {\displaystyle f:\mathbb {R} ^{m}\to \mathbb {R} ^{n}} eine orthogonale Projektion ist. Die analoge Formel für den Fall {\displaystyle m\leq n} heißt Flächenformel.
Die Koflächenformel wurde 1959 von Herbert Federer publiziert.

## Koflächenformel
Notation:
- {\displaystyle m,n\in \mathbb {N} },
- {\displaystyle f:\mathbb {R} ^{m}\to \mathbb {R} ^{n}} ist eine Lipschitz-Funktion
- {\displaystyle {\mathcal {H}}^{m}} ist das {\displaystyle m}-dimensionale Hausdorff-Maß
- {\displaystyle {\mathcal {L}}^{m}} ist das {\displaystyle m}-dimensionale Lebesgue-Maß
- {\displaystyle J_{n}f} ist die verallgemeinerte {\displaystyle n}-dimensionale Jacobi-Determinante von {\displaystyle f}, sie ist im Fall {\displaystyle m\geq n} wie folgt definiert:

{\displaystyle J_{n}f(x)={\sqrt {\operatorname {det} \left[Df(x)Df(x)^{\mathsf {T}}\right]}}.}

### Aussage
Falls {\displaystyle m\geq n}, dann gilt
{\displaystyle \int _{A}J_{n}f(x)\mathrm {d} {\mathcal {L}}^{m}(x)=\int _{\mathbb {R} ^{n}}{\mathcal {H}}^{m-n}\left(A\cap f^{-1}(y)\right)\mathrm {d} {\mathcal {L}}^{n}(y)}
für jede Lebesgue-messbare Menge {\displaystyle A\subseteq \mathbb {R} ^{m}}.

### Korollar
Ein Korollar ist folgende Verallgemeinerung: Sei {\displaystyle u\in L^{1}(\mathbb {R} ^{m},{\mathcal {L}}^{m})}, dann ist
{\displaystyle \int _{A}u(x)J_{n}f(x)\mathrm {d} {\mathcal {L}}^{m}(x)=\int _{\mathbb {R} ^{n}}\left(\int _{A\cap f^{-1}(y)}u(x)\mathrm {d} {\mathcal {H}}^{m-n}(x)\right)\mathrm {d} {\mathcal {L}}^{n}(y)}
für jede Lebesgue-messbare Menge {\displaystyle A\subseteq \mathbb {R} ^{m}}.

### Beispiele
- Sei {\displaystyle f:\mathbb {R} ^{m}\to \mathbb {R} } Lipschitz und {\displaystyle A\subseteq \mathbb {R} ^{m}}, dann gilt

{\displaystyle \int _{A}|\nabla f(x)|\mathrm {d} {\mathcal {L}}^{m}(x)=\int _{\mathbb {R} }{\mathcal {H}}^{m-1}\left(A\cap f^{-1}(y)\right)\mathrm {d} y.}
- (Satz von Fubini): Für {\displaystyle m>n} ist {\displaystyle \mathbb {R} ^{m}=\mathbb {R} ^{n}\times \mathbb {R} ^{m-n}} und falls {\displaystyle f:\mathbb {R} ^{n}\times \mathbb {R} ^{m-n}\to \mathbb {R} ^{n}} mit {\displaystyle (x_{1},\dots ,x_{n}\dots ,x_{m})\mapsto (x_{1},\dots ,x_{n})} eine orthogonale Projektion auf die erste Komponente ist, dann wird die Koflächenformel gerade zum Satz von Fubini.[4]